# Heavy Metal Perse

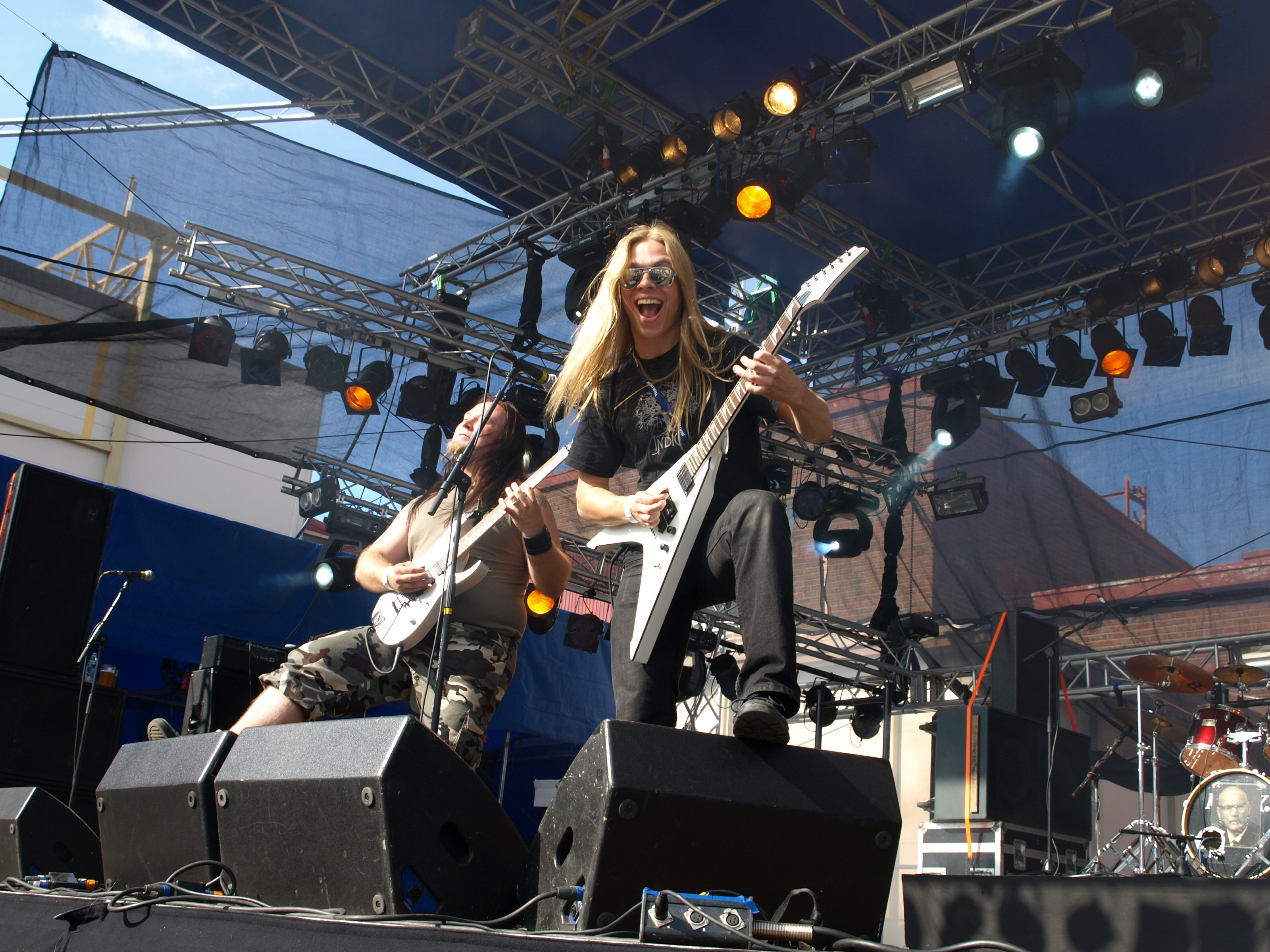
Jalometalli 2008, Oulu

Heavy Metal Perse är ett finskt Power/Heavy metal-band som grundades år 2000 i Kajana. Perse är finska och betyder "röv".

## Medlemmar
- Matias "Balm" Palm - gitarr & sång
- Juha Leikkainen -  gitarr
- Heikki Romppainen - trummor
- Harri Leinonen - bas

## Diskografi
- 2001 - Legenda Taikamiekasta (demo)
- 2002 - ...Ja Ylitse Vihaisen Meren (demo)
- 2004 - Heavy Metal Perse / Guardians of Mankind (split)
- 2005 - Tervemenoa Tuonelaan! (EP)
- 2008 - Eripura (album)